# Andrea Leone Tottola
Andrea Leone Tottola (né à Naples dans la seconde moitié du XVIIIe siècle et mort le 15 septembre 1831 dans la même ville) est un librettiste italien prolifique, surtout connu pour sa collaboration avec Gaetano Donizetti et Gioachino Rossini.

## Biographie
On ne sait pas quand et où il est né. Il est devenu le poète officiel des théâtres royaux à Naples et l'agent de l'impresario Domenico Barbaia. Il a commencé à écrire des livrets en 1802.
Son livret pour Gabriella di Vergy, originellement mis en musique par Michele Carafa en 1816, a été repris par Donizetti dans les années 1820-1830. Il a écrit six autres livrets pour Donizetti, dont ceux de La zingara (1822), Alfredo il grande (1823), Elisabetta al castello di Kenilworth (1829) et Imelda de' Lambertazzi (1830).
Pour Rossini, il a écrit Mosè in Egitto (1818), Ermione (1819), La donna del lago (1819) et Zelmira (1822).
Pour Vincenzo Bellini, il a écrit Adelson e Salvini (1825). D'autres compositeurs ont mis en musique des livrets de Tottola comme Giovanni Pacini (Alessandro nelle Indie (en) (1824) et d'autres), Saverio Mercadante, Johann Simon Mayr, Nicola Vaccai, Errico Petrella, Ferdinando Paer et Manuel Garcia.
Andrea Leone Tottola est mort à Naples.